# Hoge Enk
Hoge Enk is een dorp in de gemeente Elburg in de Nederlandse provincie Gelderland. Het ligt in de driehoek van de dorpen Doornspijk en 't Harde en de stad Elburg. In 2021 telde Hoge Enk 930 inwoners.
Het dorp is in een open landschap gelegen, omgeven door weilanden. De afstanden tot omliggende plaatsen zijn:
- 't Harde 2 km
- Doornspijk 2 km
- Elburg 2 km
- Nunspeet 7 km

Tussen de dorpen 't Harde en Hoge Enk is de buurtschap Aperloo gelegen.

## Geschiedenis
Het dorp is waarschijnlijk als een kleine nederzetting ontstaan op een hooggelegen gebied, de enk. Al in 1313 is er sprake van de naam Hoghen enge. De enk lag in het gebied dat oorspronkelijk Sudendorp en later Zudendorp werd genoemd. Zudendorp betekent Zuidendorp, ten zuiden gelegen van Elburg. Aan de oostkant van Elburg ligt het dorp Oostendorp.
Na 1650 spreekt men van Oostbeek. Deze benaming verwijst naar het feit dat het ten (noord)oosten lag van het water Klarenbeek, en het gebied en later landgoed Klarenbeek (dat samen met (De) Werfhorst in de 19e eeuw het verhuisde Doornspijk is gaan vormen).
Het gebied bestond door de eeuwen heen uit plukjes bewoning. In 1957 verschijnt de benaming Hooge Enk op de kadastrale kaart, westelijk van de benaming Oostbeek. In 1965 verdwijnt de benaming Oostbeek van de kadastrale kaart. Het dorp is verder gegroeid en de twee delen waaruit de plaats eigenlijk bestaat zijn wat meer aan elkaar gegroeid. 
Tot 1974 maakte het deel uit van de gemeente Doornspijk, en na de gemeente herindeling van de gemeente Elburg. Bij de invoering van de postcodes in 1977 kreeg Hoge Enk geen eigen postcode. Later kreeg het wel eigen blauwe plaatsnaamborden en wordt door de gemeente als een dorp gezien.

### Galg
In het dorp heeft een galg gestaan, deze stond op het kruispunt van de Gerichtenweg met de Diepe Steeg.

### Molen
Op de enk heeft vanaf in ieder geval 1325 een molen gestaan, de Enkmolen. De molen wordt in een uitspraak over een verschil van betalingen tussen Elburg en Doornspijk genoemd. Herbert, Heer van Putten, had in beide gebieden de heerlijke rechten van molenwind. Elburg erkende echter niet deze rechten en wilde daarom niet betalen. De Hertog van Gelre, Eduard stelde in de uitspraak in 1363 Elburg in het gelijk en daarmee moest Doornspijk alleen betalen voor de instandhouding van de molen. De molen is in 1831 afgebrand. De herbouwde molen stond tot 1857 nabij de plek waar de basisschool van het dorp is gevestigd.

## Monumenten
Het dorp heeft een viertal gemeentelijke monumenten.

## Onderwijs
Het dorp heeft sinds 1973 een eigen basisschool, de christelijke Mattanjaschool.

## Cultuur
Het dorp heeft sinds 1958 een eigen buurtvereniging, buurtvereniging Hoge Enk die mede-verantwoordelijk is voor het dorpshuis Ons Huus, die ze zelf hadden opgericht. In het dorpshuis is sinds 2006 ook de bibliotheek van het dorp gevestigd. De buurtvereniging is ook verantwoordelijk voor de Hoge Enker Feestweek dat jaarlijks wordt gehouden. Verder kent het dorp het Kinderkoor De Jonge Stem.
Stad: Elburg

Dorpen: 't Harde · Doornspijk · Hoge Enk · Oostendorp     
Buurtschappen: Aperloo · Lage Bijssel · Nieuwstad · Oudekerk · Wessinge

Gelderland: Steden en dorpen in Gelderland      Nederland: Provincies · Gemeenten